# Microsoft HoloLens
Microsoft HoloLens (nazwa kodowa Project Baraboo) – gogle rozszerzonej rzeczywistości wyprodukowane przez Microsoft. Wykorzystują platformę Windows Mixed Reality, obsługującą aplikacje dwu- oraz trójwymiarowe. Zastosowana w HoloLens technologia śledzenia ruchów ma swoje źródła w Kinekcie – dodatku do konsoli Xbox.
Przedprodukcyjna wersja gogli została udostępniona deweloperom w USA i Kanadzie 30 marca 2016 w cenie 3000 dolarów amerykańskich. Około pół roku później mogła być zamawiana także przez klientów z Australii, Irlandii, Francji, Niemiec, Nowej Zelandii oraz Wielkiej Brytanii. Ze względu na wysoką cenę urządzenia, Microsoft udostępnił HoloLens również w modelu wypożyczania. Najemcom dostarczano wersję rozszerzoną o dodatkowe funkcje, np. zabezpieczenia BitLocker (jej zakup wiązałby się w 2018 roku z wydatkiem 5000 dolarów).
W 2019, na targach Mobile World Congress w Barcelonie, została zaprezentowana druga generacja gogli HoloLens. Jej cenę w przedsprzedaży określono na 3500 dolarów.

## Budowa
Gogle składają się z dwóch obręczy oraz wizjera, znajdującego się z przodu tej zewnętrznej. Wewnętrzny, wyściełany, pierścień służy do zamocowania HoloLens na głowie użytkownika w komfortowej pozycji. Za pomocą pokrętła, umieszczonego z tyłu urządzenia, można dopasować gogle do obwodu głowy osoby noszącej.
Z przodu HoloLens umieszczone są czujniki oraz kamery, odpowiedzialne za postrzeganie przestrzeni, a także procesory i projektory. Obraz z nich trafia na przyciemniany wizjer, zawierający warstwę łączącą obraz rzeczywisty z generowanym komputerowo. Aby gogle mogły funkcjonować prawidłowo, muszą zostać wcześniej skalibrowane według rozstawu źrenic użytkownika.
Na dolnej krawędzi obręczy zewnętrznej znajdują się dwa głośniki, po jednym dla każdego ucha. W odróżnieniu od słuchawek, nie odcinają one użytkownika od otoczenia. HoloLens generują dźwięki w taki sposób, by symulować obecność źródła w konkretnym punkcie przestrzeni wokół osoby.
Nad uszami znajdują się przyciski do kontroli jasności hologramów (lewe ucho) oraz głośności (prawe ucho). Ukształtowanie guzików wspomaga ich rozróżnianie bez patrzenia – jeden z pary jest wypukły, a drugi wklęsły.
Gogle ładuje się przez port micro USB lub USB-C, umieszczony na spodzie urządzenia. Jest to jedno z dwóch złącz, obok minijacka, obecnych w HoloLens. Oprócz tego, z tyłu umieszczono pięć diod LED, służących do wskazywania stanu naładowania akumulatora, jak również przycisk zasilania.

## Sprzęt
HoloLens są wyposażone w czujnik bezwładnościowy (IMU), składający się z akcelerometru, żyroskopu i magnetometru, a także cztery kamery śledzące ruchy głowy (po dwa na każdą stronę). Do postrzegania przestrzeni służy dodatkowo kamera głębi o polu widzenia 120° × 120°. W goglach znajdują się również: kamera rejestrująca światło widzialne (do zdjęć o rozdzielczości 8 Mpix) i pięć mikrofonów.
Oprócz układu Intel Atom lub Snapdragon 850 (zależnie od generacji), pełniącego funkcję CPU i GPU, HoloLens są wyposażone w specjalnie przygotowany przez Microsoft koprocesor Holographic Processing Unit (HPU). W urządzeniu zamontowano 2 lub 4 GB pamięci RAM. Główny procesor działa pod kontrolą Windowsa 10 i ma dostęp do 64 gigabajtów pamięci typu eMMC lub UFS. HPU składa się z 24 procesorów sygnałowych wyprodukowanych na zamówienie przez Tensilica, wykorzystywanych do przetwarzania danych z czujników, mapowania otoczenia oraz rozpoznawania gestów i mowy. Informacje te, według Aleksa Kipmana, mają objętość rzędu terabajtów.
Gogle zawierają akumulator o pojemności 16,5 Wh, wystarczający na około 2–3 godziny aktywnego użytkowania oraz 2 tygodnie w trybie uśpienia. Można z nich korzystać w trakcie ładowania.
HoloLens wspierają łączność Wi-Fi w standardzie 802.11ac (Wi-Fi 5) oraz Bluetooth Low Energy. Ten drugi jest wykorzystywany do połączenia z Klikaczem (ang. Clicker) – urządzeniem wielkości kciuka, służącym do przewijania widoków (poprzez przechylenie go w odpowiednią stronę) oraz wyboru elementów (z użyciem przycisku). Klikacz jest wyposażony we własny akumulator, który może być ładowany poprzez gniazdko micro USB.

## Interfejs
HoloLens, poprzez wykorzystanie układu HPU, reaguje na naturalne dla człowieka czynności – spoglądanie, gesty i głos. Dzięki śledzeniu ruchów głowy, elementy aplikacji, znajdujące się w danej chwili na wprost użytkownika dostają fokus. Mogą one zostać zaznaczone lub „kliknięte” za pomocą gestu odzwierciedlającego dotknięcie w powietrzu. Niektóre akcje (zależnie od aplikacji) da się także wykonać, wydając polecenia głosowe.
Powłoka systemowa, obecna na HoloLens czerpie ze zwykłej odmiany Windowsa. Może zostać wywołana po wykonaniu gestu otwarcia dłoni (pełni on podobną funkcję jak klawisz Windows na klawiaturze komputera). Wirtualne okna aplikacji obsługują te same polecenia (jak np. zmiana rozmiaru czy przemieszczanie) co na innych typach urządzeń. Jednak dodatkowo można je także przypinać do konkretnych obiektów w przestrzeni albo „ciągnąć za sobą” wraz z chodzeniem po pokoju.

## Oprogramowanie
Z racji operowania w przestrzeni (a nie na powierzchni monitora), HoloLens obsługuje zarówno programy działające w trybie dwu-, jak i trójwymiarowym. Te pierwsze są wyświetlane użytkownikowi jako płaskie panele wiszące wokół niego. Na goglach od Microsoftu uruchomić można w taki sposób większość aplikacji typu UWP (jednak nie wszystkie interfejsy API są wspierane przez HoloLens).
Programy trójwymiarowe (nazywane również „holograficznymi”) korzystają z interfejsu Windows Holographic API. Na początku rozwoju gogli, do tworzenia takich aplikacji, Microsoft zalecał silnik graficzny Unity (chociaż było możliwe pisanie innych bibliotek, na fundamencie DirectX oraz Windows API). Z czasem, do HoloLens został przystosowany również pakiet Unreal Engine.

## Krytyka
W listopadzie 2018 Microsoft dostał kontrakt na dostarczenie armii amerykańskiej 100 tysięcy sztuk gogli HoloLens, które miały służyć do „zwiększenia śmiercionośności, mobilności i świadomości przestrzennej, potrzebnych do zdominowania [...] współczesnych i przyszłych przeciwników”. W nawiązaniu do tego, tuż przed rozpoczęciem targów MWC 2019 – jednego z największych międzynarodowych wydarzeń, związanych z technologią – ponad pięćdziesięcioro pracowników napisało list do dyrektora Microsoftu, Satyi Nadelli, w którym zaznaczyli, że odmawiają rozwijania rozwiązań wykorzystywanych do walki i opresji. Zażądali również, by zarząd korporacji zerwał kontrakt.